# Negeri Agung (Lengkiti)
Negeri Agung is een bestuurslaag in het regentschap Ogan Komering Ulu van de provincie Zuid-Sumatra, Indonesië. Negeri Agung telt 1402 inwoners (volkstelling 2010).